# Перестрелка в Локандвале
«Перестрелка в Локандвале» (хинди शूट आउट एट लोखंडवाला; англ. Shootout at Lokhandwala) — индийский художественный фильм на хинди в жанре боевика, выпущенный в прокат 25 мая 2007 года. Сюжет основан на реальных событиях, произошедших в 1991 году.

## Сюжет
Фильм начинается кадрами с вениками и совками, которые убирают засохшую кровь и гильзы внутри и вокруг здания Свати в комплексе Локандвала. Репортер TVN Meeta Matu сообщает, что в ранее мирном жилом районе большим отрядом полиции было истрачено более 3000 патронов.
Сюжет фильма переносится в офис бывшего главного судьи, ставшего прокурором, Дхингры, где он беседует с тремя ведущими членами Отдела боевых действий в Мумбаи: заместителем комиссара полиции Шамшером С. Ханом (отсылка к инспектору А. А. Хану), инспектором Кавираджем Патилом и полицейским констеблем Джаведом Шейхом. Основная сюжетная линия фильма — подробный опрос трёх офицеров Дхингрой; поскольку офицеры отвечают на вопросы, фильм наполнен флешбэками, освещающими подробности.
Дхингра расспрашивает о команде. Хан объясняет, что он отобрал 27 лучших рядовых сотрудников и офицеров полиции Мумбаи, позаимствовав концепцию из команды LAPD SWAT, чтобы иметь возможность бороться с преступностью. Флешбэк показывает, как Хан выбирает своих людей и подвергает их интенсивному физическому и интеллектуальному обучению: «быстро, эффективно и смертельно». Дхингра не кажется впечатлённым: он указывает, что если Хан «стреляет, чтобы убить», он ничем не отличается от преступников, которых он пытается уничтожить.
Дхингра спрашивает, почему Хан решил, что он должен это сделать. Хан объясняет, что после операции «Голубая звезда» в 1984 году несколько сикхских террористов бежали в Мумбаи и создали базу в городе. Они участвуют в расправах, вымогательстве и других подрывных тактиках для развития своей деятельности. Флешбэк показывает субинспектора Мхатре, смелого офицера и ученика Хана, преследуемого и впоследствии убитого группой сикхских террористов. Хан глубоко разочарован, когда полиция Мумбаи, погрязшая во внутренней бюрократии и коррупции, не может дать ответ. Он получает разрешение от комиссара полиции Кришнамурти и выезжает за боевиками. Хан просит Миту Матху осветить инцидент, чтобы отпугнуть будущих террористов. Верный слову Хан успешно «сталкивается» (указание на убийство преступников полицией — внесудебные убийства) с террористами, которые подстрелили в офицера Мхатре (Согласно А. А. Хану, перестрелка с халистанскими экстремистами была более опасной и жёсткой, чем в Локандвале).
Фильм переходит в жизнь Майи (отсылка к мумбайскому гангстеру Махиндре Доласу). Майя является вторым в команде «большого босса» в Дубае (явная ссылка на Давуда Ибрагима, хотя его имя не упоминается) и управляет его преступной деятельностью в Мумбаи. Майя нанимает Буву (отсылка к Дилипу Бува), чтобы уничтожить старую банду Бувы во главе с Ашоком Джоши. На данный момент Майя и Бува находятся на вершине преступного мира Мумбаи, подчиняясь только непосредственно главному боссу в Дубае.
Сюжет накаляется, когда Хан узнает через свою сеть шпионов и информаторов, что Майя несет ответственность за несколько преступных и, возможно, террористических действий. Примерно в это же время амбиции Майи, подпитываемые настойчивостью его матери, растут до такой степени, что он хочет утвердить свою независимость от Дубая и взять власть в Мумбаи на себя.
Отряд Хана теперь сосредоточен на устранении Майи, и Бхуа и начинает опасную игру в «кошки-мышки», где ни одна из сторон не демонстрирует какой-либо явной агрессии, но пытается вывести противника из игры с помощью тактического маневра. Хан начинает «визиты» в семьи преступников, чтобы попытаться «убедить» их капитулировать. В свою очередь, Майя и его люди возвращают «визит», сопровождая полицейских в общественных местах. Майя посещает Хана в ресторане, где тот обедает со своей семьей. Майя тихо говорит Хану: «Это между вашими людьми и моими. Не вмешивайте семьи». Хан возражает: «Я сделал это, чтобы дать вам возможность прийти в себя. Но теперь мне кажется, что любое разрешение повиснет на стволе пистолета».
Ярость Майи усиливается, когда его оставляет известный городской строитель Вадхвани (основан на личности строителя и политика Гопала Раджвани, владельца комплекса Локандвала). Майя требует 4 миллиона за защиту; но Вадхвани утверждает, что ведёт дела непосредственно с Дубаем. Тогда Майя похищает ребёнка Вадхвани. Когда тот жалуется, большой босс просит Майю прекратить и немедленно вернуть ребенка, но Майя безмятежно информирует босса о том, что он поднял свои требования и что он хочет править в Мумбаи.
В фильме также рассказывается о личной жизни главных героев. Жена Хана Рохини не может выносить его постоянное пренебрежение к их семейной жизни и подает документы на развод. Развод Патиля тоже не за горами. Во вражеском лагере Бува, живущий с барной танцовщицей Тану, не успевает уделять ей хоть какое-то время. Другие преступники Пхату (отчужденные от родителей) и RC (страдающий из-за видений семьи, которую он застрелил) имеют схожие проблемы.
События достигают решающей стадии в ноябре 1991 года. Пять преступников, включая Майю и Буву, защищают себя, держа младшего Вадхвани в квартире в здании Свати в Локандвале. Информацию становится известна Хану (на допросе Дхинга утверждает, что Хан получил звонок от главного босса в Дубае, но тот категорически отрицает это). Хан собирает большой отряд полицейских и окружает местность. Он объявляет о том, что жителям рекомендуется оставаться в помещениях и запереть их окна.
Начинается долгая и разрушительная перестрелка. Преступники запускают ракеты с гранатами из своей квартиры и пытаются убежать. Но они дезориентированы полицейским огнем, и все пять преступников в конечном итоге погибают. Битва сказалась на здании: в кадрах запечатлены лестницы, коридоры и несколько квартир, полностью изрешечённых при стрельбе. Репортер освещает действие в прямом эфире.
До этого момента Дхингра выступал как отрицательный персонаж и оскорблял Хана и усилия его отряда. Он приводит сообщения для прессы и гражданские жалобы, в которых осуждают Хана за необоснованное применение чрезмерной силы в жилом здании. Перечисляются обвинения против Хана и его подчинённых. Но когда Дхингра поднимается, чтобы защитить их в качестве назначенного адвоката, он представляет в их защиту нетрадиционный аргумент.

## В ролях
- Вивек Оберой — Майя «Махиндра» Долас, главный герой
- Амитабх Баччан — адвокат Дхингра
- Санджай Датт — Шамшер Хан, комиссар полиции
- Сунил Шетти — инспектор Кавирадж Патель
- Тусшар Капур — Дилип Бува
- Арбааз Хан — Джавед Шейх, глава констеблей
- Рохит Рой — Фатим, он же Фатту
- Шаббир Ахлувалиа — RC
- Адитья Лакхия — Doubling
- Рави Госсейн — Аслам Кесаи
- Акхилендра Мишра — младший комиссар Трипатхи
- Дия Мирза — Мита Матту, репортер телеканала TVN
- Арти Чабрия — Тарраннум «Танну», танцовщица в баре
- Амрита Сингх — Ратнапрабха, мать Майи
- Неха Дхупия — Рохини, жена Шамшера Хана
- Афтаб Ахмед Хан — комиссар С. Кришнамурти
- Абхишек Баччан — инспектор Абхишек Мхатре
- Ракхи Савант — Пуджа Беди

## Саундтрек
| №  | Название                     | Исполнители                                    | Длительность |
| -- | ---------------------------- | ---------------------------------------------- | ------------ |
| 1. | «Mere Yaar»                  | Сунидхи Чаухан, Ананд Радж Ананд               | 5:01         |
| 2. | «Aakhri Alvidaa»             | Strings                                        | 4:39         |
| 3. | «Ganpat»                     | Мика Сингх                                     | 4:29         |
| 4. | «Unke Nashe Mein»            | Сукхвиндер Сингх, Ананд Радж Ананд, Мика Сингх | 4:49         |
| 5. | «Live By The Gun»            | Бидду                                          | 4:22         |
| 6. | «Sone De Maan»               | Палаш Сен                                      | 4:45         |
| 7. | «Ganpat (Rap)»               | Мика Сингх                                     | 5:47         |
| 8. | «Aakhri Alvidaa (Club Mix)»  | Strings                                        | 6:24         |
| 9. | «Unke Nashe Mein (Club Mix)» | Сукхвиндер Сингх, Ананд Радж Ананд, Мика Сингх | 5:25         |

## Критика
| Рейтинги                | Рейтинги |
| Издание                 | Оценка   |
| ----------------------- | -------- |
| Bollywood Hungama       | [ 2 ]    |
| Раджив Масанд           | [ 3 ]    |
| Rediff.com              | [ 4 ]    |
| Outlook                 | [ 5 ]    |
| Hindustan Times         | [ 6 ]    |
| Daily News and Analysis | [ 7 ]    |

По словам Дэвида Чута из LA Weekly несмотря на некоторый недостатки фильм «все еще может иметь спрос у поклонников боевиком, поскольку никогда не замедляется достаточно, чтобы стать даже отдаленно скучным».
А Джасприт Пандохар в рецензии для BBC добавила, что «наличия звёзд экрана не хватило, чтобы спасти эту полицейские-против-преступников сагу от становления чем-то лишь немногим большим, чем перестрелка нескольких мачо».

## Награды
IIFA Awards
- Лучшее исполнение отрицательной роли — Вивек Оберой
- Лучшая постановка боевых сцен — Джавед[англ.] и Эджаз Шейх

## Продолжение
В 2013 году вышел фильм «Перестрелка в Вадале», являющийся приквелом первой части и рассказывающий о другом преступнике Манье Сурве. Режиссёром выступил Санджай Гупта, написавший сценарий к первой части. Длительность фильма на 30 минут больше, также был полностью сменён актёрский состав (кроме Тусшара Капура). Количество женских персонажей уменьшилось, только один из них был главным — Видья, в исполнении Канганы Ранаут, а остальные были танцовщицами item-номеров, включая «Babli Badmaash», в котором танцевала Приянка Чопра.
Фильм, также как и первая часть, имел коммерческий успех.